# Wolfgang Alber (Journalist)
Wolfgang Alber (* 1948 in Heilbronn) ist ein deutscher Journalist und Kulturwissenschaftler, der in Reutlingen lebt.

## Leben
Wolfgang Alber studierte Soziologie, Empirische Kulturwissenschaft und Rechtswissenschaft an der Uni Tübingen mit dem Abschluss M.A.; 2017 promovierte er zum Dr. rer. soc. In Tübingen war er von 1984 bis 2009 als Redakteur beim Schwäbischen Tagblatt tätig. Er veröffentlichte Beiträge zur Kulturgeschichte und Landeskunde als Autor und Herausgeber und auch populäre Darstellungen über die südwestdeutsche Kulturlandschaft. Mit Brigitte und Hermann Bausinger gab er 2008 das Buch „Albgeschichten“ heraus. Alber schrieb auch Texte zu Sepp Bucheggers Tübinger Detektiv-Comics.
Alber wirkt an der Zeitenspiegel-Reportageschule in Reutlingen mit. Er ist Vorsitzender der Tübinger Vereinigung für Volkskunde und Mitglied im Redaktionsausschuss der Zeitschrift „Schwäbische Heimat“ des Schwäbischen Heimatbundes.

## Werke
- Literatur von und über Wolfgang Alber im Katalog der Deutschen Nationalbibliothek
- mit Sepp Buchegger Typisch schwäbisch, Wissenschaftliche Buchgesellschaft: Darmstadt 2016 ISBN 978-3-8062-3316-2
- mit Andreas Vogt (Hrsg.)  Württemberger Weingeschichten, Klöpfer & Meyer: Tübingen 2016 ISBN 978-3-86351-418-1
- (Hrsg.) Gustav Schwab: Landschaftsbilder, Klöpfer & Meyer: Tübingen 2012 ISBN 978-3-940086-74-7
- mit Carlheinz Gräter, Andreas Vogt (Hrsg.) Geschichten aus Hohenlohe und Tauberfranken: mit hinterem Odenwald und Madonnenländle, Klöpfer & Meyer: Tübingen 2010 ISBN 978-3-940086-84-6
- mit Brigitte Bausinger, Hermann Bausinger (Hrsg.) Albgeschichten. Tübingen: Klöpfer & Meyer 2008 ISBN 978-3-940086-13-6
- Beitrag in: Katharina Eisch; Marion Hamm (Hrsg.): Die Poesie des Feldes. Beiträge zur ethnographischen Kulturanalyse. Für Utz Jeggle zum 60. Geburtstag. Tübingen 2001 ISBN 3-932512-13-8
- Beitrag in: Jutta Held (Hrsg.): Kultur zwischen Bürgertum und Volk, Berlin Argument 1983, ISBN 3-88619-103-6
- mit Eckart Frahm: Heimath, süsse Heimat: 17 Vexierbilder über d. Ansicht: unsere Zukunft liegt in d. Vergangenheit, Tübingen: Schwäbische Verlagsgesellschaft 1980 ISBN 3-88466-065-9
- mit Eckart Frahm: Volks-Musik: die erinnerte Hoffnung. Beitr. zur gegenwärtigen Kulturpraxis, Tübingen : Schwäbische Verlagsgesellschaft 1979 ISBN 3-88466-045-4